# Bosquel
Bosquel település Franciaországban, Somme megyében. Lakosainak száma 346 fő (2022. január 1.). Bosquel Conty, Essertaux, Flers-sur-Noye, Fransures, Rogy és Ô-de-Selle községekkel határos.

## Népesség
A település népességének változása:
| Lakosok száma | 313  | 323  | 339  | 334  | 335  | 336  | 341  | 341  | 346  |
|               | 2013 | 2015 | 2016 | 2017 | 2018 | 2019 | 2020 | 2021 | 2022 |